# Moutemouia
Moutemouia est une reine de la XVIIIe dynastie. 
Son nom Mwt-m-wjA signifie littéralement en égyptien antique Mout est dans la barque divine, ou encore la mère est dans la barque divine.
Elle est une des épouses du roi Thoutmôsis IV et lui donne plusieurs enfants dont un fils, qui allait devenir son successeur, Amenhotep III.

## Généalogie
Les avis des spécialistes sur son origine sont encore aujourd'hui très partagés.
On l'a occasionnellement identifiée comme la fille envoyée par le roi du Mittani Atartama Ier, dans une tentative de lui donner des origines exotiques. Cependant, comme le précise Betsy Morrell Bryan, aucun début de preuve ne vient étayer cette théorie, qui est aujourd'hui écartée.

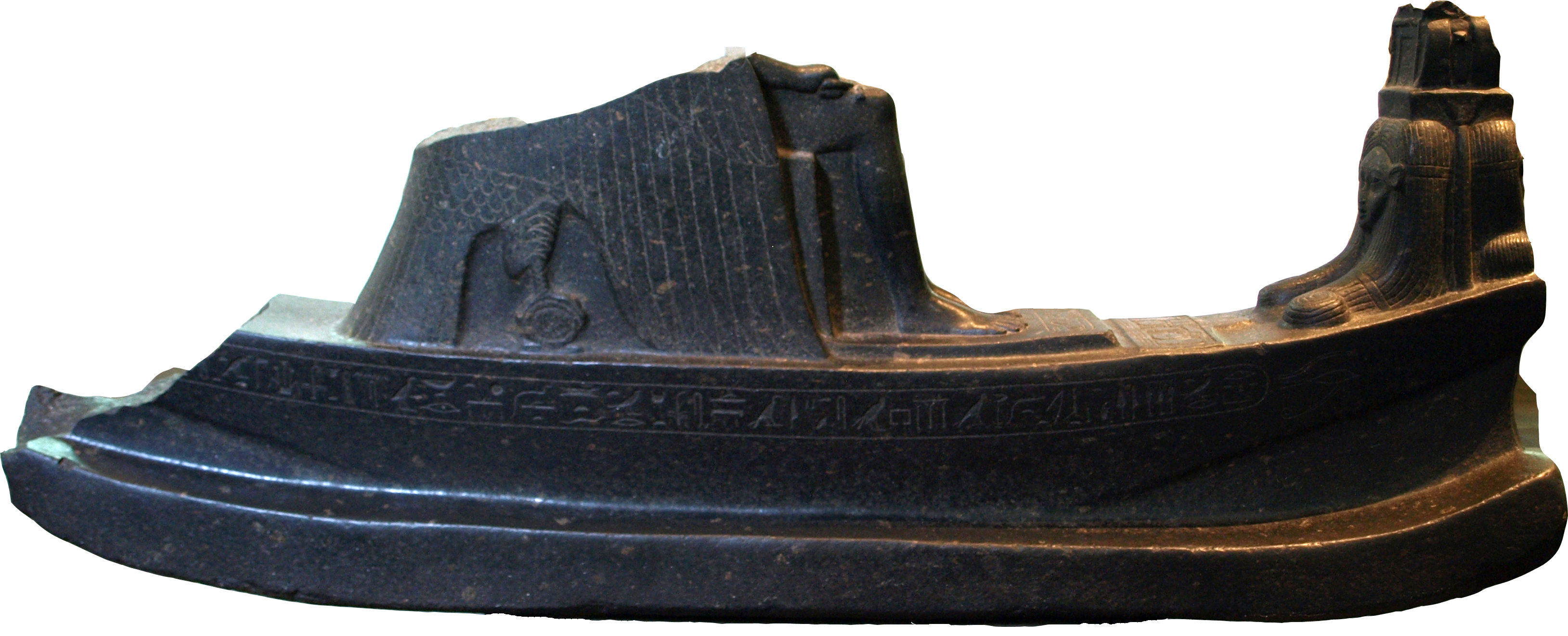
Statue d'une barque sacrée de Mout, dédiée à Moutemouia.

On ne connait donc rien de certain concernant les origines de cette reine. Cyril Aldred a supposé un lien de parenté avec le notable Youya, dont la famille jouera un rôle politique prépondérant sous les règnes suivants. 
Beaucoup de spécialistes avancent que Moutemouia assuma la régence d'Amenhotep III lorsqu'il monta sur le trône à l'âge de dix/douze ans. Il faut toutefois souligner là aussi qu'aujourd'hui, aucune preuve tangible d'une telle régence n'existe. Tout au plus peut-on voir dans son action l'assistance d'une mère à son jeune fils, alors qu'il vient de monter sur le trône d'Horus, comme le suppose Christian Leblanc.
On possède un certain nombre de représentations de la reine. Toutes remontent au règne de son fils Amenhotep, qui, une fois couronné, s'attacha tout particulièrement à mettre en exergue le rôle de sa mère.
Il l'a fait notamment représenter dans le temple de Louxor, dans des scènes décrivant sa naissance divine. On y voit par exemple une scène de théogamie où la reine est visitée par le dieu Amon qui s'unit à elle, puis, dans la scène suivante, la reine enceinte est conduite par des déesses vers le lieu de son accouchement où, assistée par d'autres divinités, elle donne naissance à Amenhotep ainsi qu'à son ka qui sont affermis par le dieu Khnoum avant d'être présentés à Amon, consacrant ainsi la destinée extraordinaire du fils de la reine.
Ces scènes, reproduites à partir de celles qu'Hatchepsout fit représenter dans son temple mémorial de Deir el-Bahari dans un souci de légitimation évidente, pourraient indiquer dans le cas d'Amenhotep III la volonté de faire de sa mère une élue du roi des dieux Amon, la magnifiant et effaçant ainsi ses origines roturières.

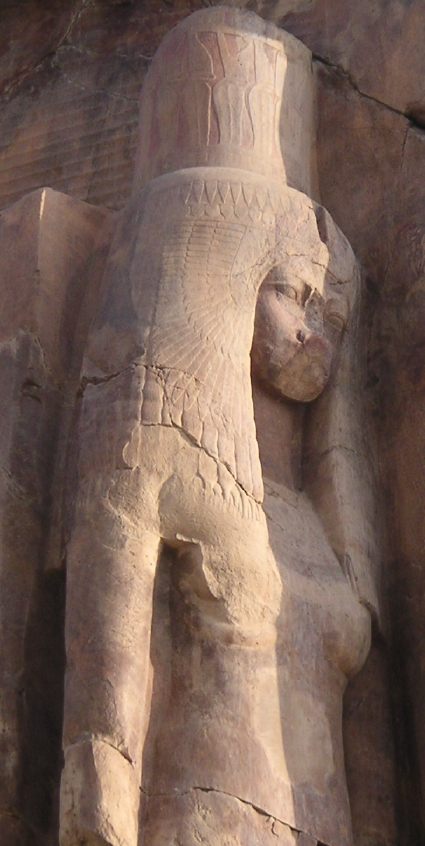
Statue de Moutemouia située contre la jambe du colosse sud des colosses de Memnon

Une statue, découverte dans le temple de Mout à Karnak et conservée maintenant au British Museum, pourrait être un témoin de cette consécration. Il s'agit d'un véritable rébus en trois dimensions. Bien que fragmentaire, on peut encore y reconnaître la reine, qui apparaît alors sous la forme de la déesse Mout assise dans une barque divine, transmettant ainsi son nom de manière cryptographique.
Tout comme sa belle-fille, la reine Tiyi, Moutemouia apparaît sur les colosses de Memnon érigés par Amenhotep III. La reine y apparaît en ronde-bosse, à la droite de son royal fils sur chacun des colosses le représentant. Ces groupes statuaires encadraient autrefois l'entrée monumentale du temple des millions d'années d'Amenhotep.
D'autres figurations de la reine sont connues notamment dans la tombe d'un noble de Thèbes ou encore sur une stèle commémorative d'Amenhotep III retrouvée gravée sur un rocher à Assouan. 
En revanche, et curieusement, on n'a pas encore retrouvé de représentation de Moutemouia dans le nord du pays. Il est pourtant certain qu'elle y demeura en compagnie de son époux et de son fils. Il faut probablement y voir davantage le résultat de l'état de ruine des sites de la Basse-Égypte plutôt qu'un acte volontaire.
Les titres de Moutemouia incluaient : 
- L'épouse du dieu
- La grande épouse royale
- La douce d'amour
- La dame des Deux Terres
- La maîtresse de Haute-Égypte et de Basse-Égypte
- La mère du dieu
- La Mère du roi, ou encore la grande mère royale

S'il est certain qu'elle porta de nombreux titres, dont celui de grande épouse royale, ce ne fut qu'à la mort de Thoutmôsis IV qu'elle accéda à une place éminente en tant que mère du souverain régnant. Auparavant, sous le règne de Thoutmôsis, le titre de grande épouse royale avait été porté par deux autres de ses épouses, Néfertari et Iaret.
Elle était à la fois « Mère du dieu » et « Mère du roi », ce qui revenait au même puisque le roi régnant et divinisé était le même, son fils.
On ignore la date de sa mort, mais elle dut survivre longuement durant le règne de son fils, comme l'atteste sa présence sur les colosses de Memnon. Elle fut certainement enterrée à Thèbes.